# Johann Joseph von Görres
Johann Joseph von Görres (Coblenza, 25 gennaio 1776 – Monaco di Baviera, 29 gennaio 1848) è stato uno scrittore, storico e pubblicista tedesco.

## Biografia

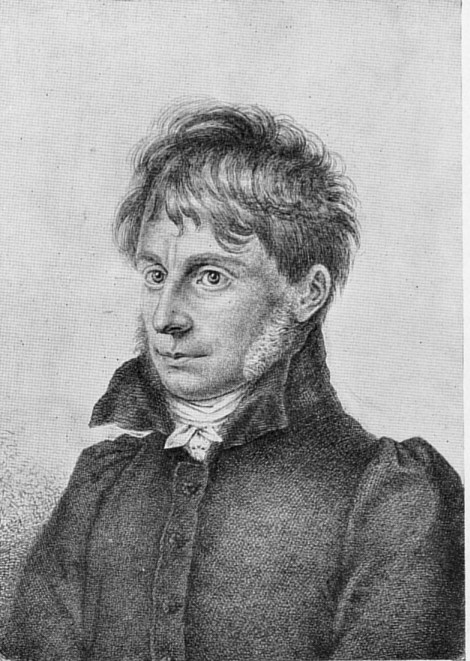
Ritratto di Joseph Görres

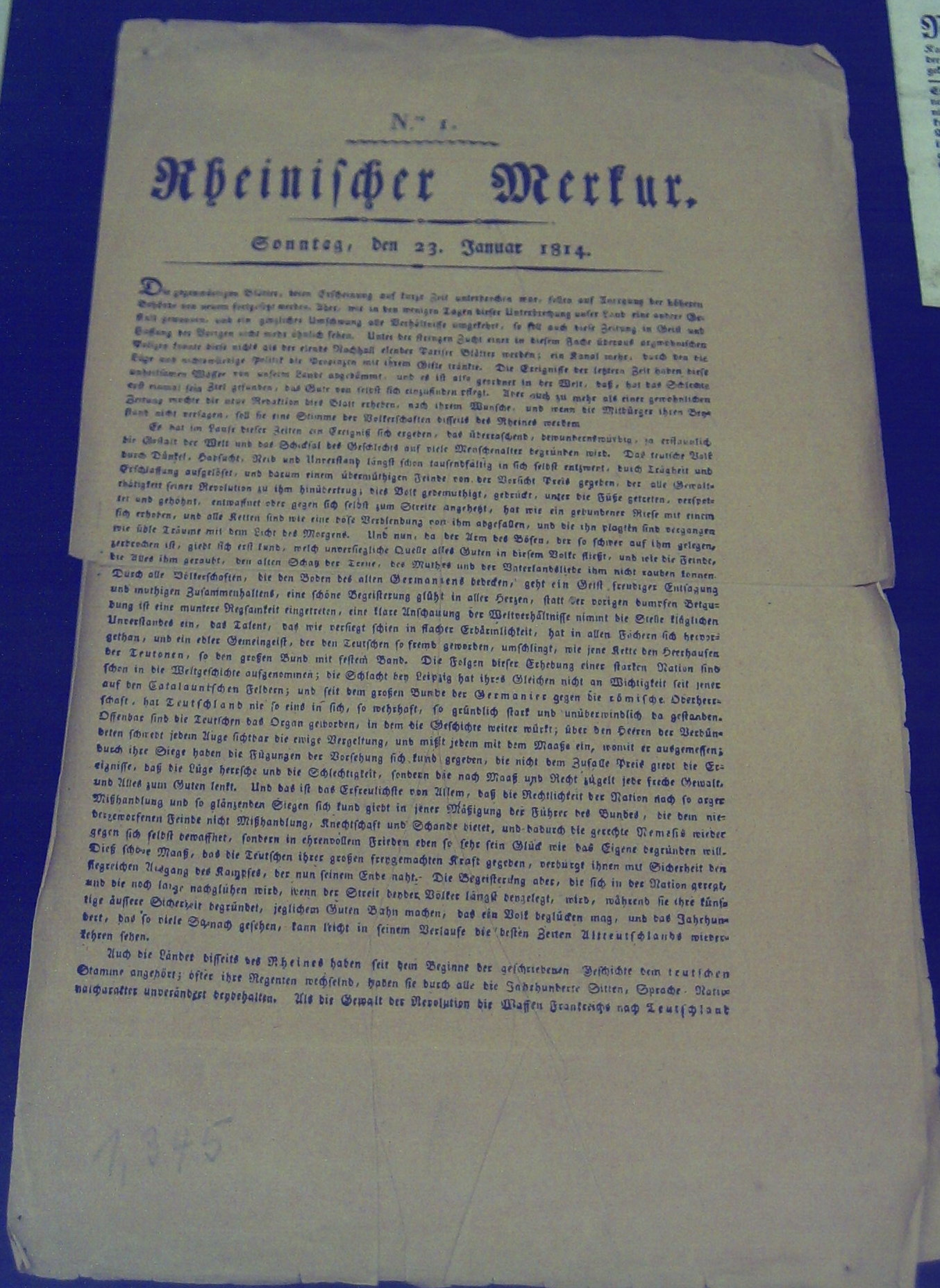
Primo numero del Rheinschen Merkur

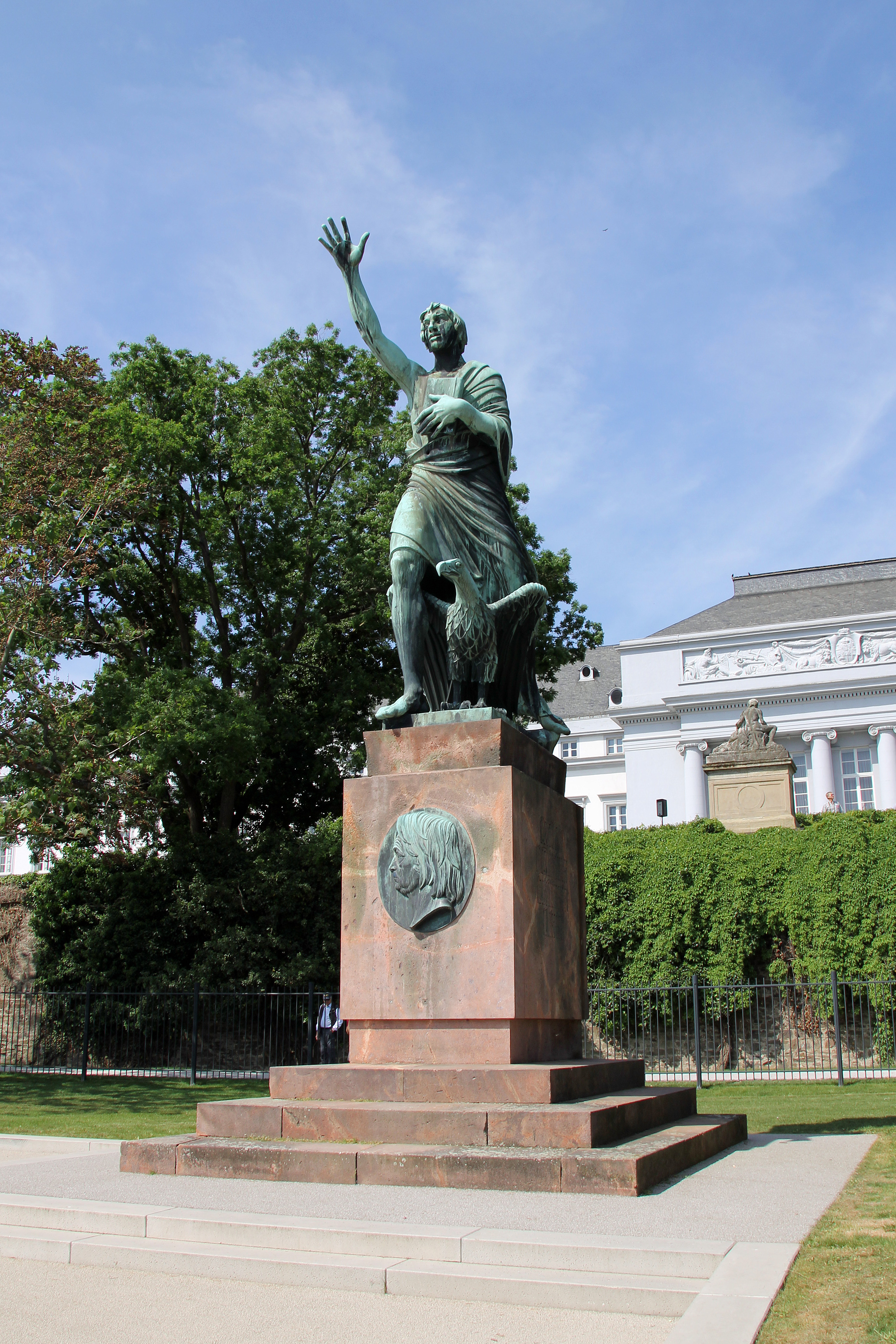
Monumento a Görres a Coblenza

Nato a Coblenza in una famiglia benestante, Görres studiò in un collegio cattolico. In un primo tempo fu un entusiasta sostenitore degli ideali della Rivoluzione francese: nel suo primo scritto, Der allgemeine Frieden, ein politisches Ideal (La pace universale, ideale politico), del 1798, si avvertono le idee di Rousseau e di Condorcet; sostenitore della necessità dell'unione della Renania alla Francia, nel 1799 diede vita un giornale repubblicano, Das rote Blatt ("Il foglio rosso", ribattezzato poi Rübezahl). Rimase deluso dopo un viaggio a Parigi nel 1799 come negoziatore per le province renane: la missione non ebbe successo e Görres, deluso, si ritirò dalla politica attiva.
Insegnò dapprima scienze della natura a Coblenza e poi ottenne una cattedra a Heidelberg (1806-07), dove fece la conoscenza dei corifei del Romanticismo tedesco, soprattutto di Achim von Arnim e Clemens Maria Brentano. Con loro diede vita alla Zeitung für Einsiedler ("Diario per Eremiti", poi ribattezzato Tröst Einsamkeit, "Consolazione della solitudine"), che divenne l'organo del movimento romantico a Heidelberg. Il suo interesse per la letteratura popolare tedesca fu risvegliata da questi contatti col movimento romantico: riscoprì e rese popolare la vecchia letteratura tedesca e nel 1807 pubblicò il suo Die teutschen Volksbücher ("I libri popolari tedeschi"), una raccolta di testi medievali tedeschi, opera che, come recita il sottotitolo, è una "rivalutazione dei bei libriccini di storie, di astronomia e di medicina che, sia per il loro valore intrinseco sia per caso, si conservarono attraverso i secoli giungendo fino a noi". Nel 1810 pubblicò Mythengeschichte der asiatischen Welt ("Storia dei miti del mondo asiatico"), giudicata la sua opera filosofica più importante.
Nel 1808 Görres ritornò a Coblenza, rimanendo in disparte fino all'inizio della lotta nazionale contro Napoleone che lo spinse a fondare il giornale Rheinischer Merkur (Il Mercurio renano) il cui primo numero uscì il 23 gennaio 1814. Giudicato il più influente del tempo, il giornale ebbe una linea politica dapprima avversa a Napoleone e, dopo la caduta di quest'ultimo, avversa alla politica reazionaria degli stati tedeschi, in appoggio alla concessione di leggi costituzionali in Germania; il che portò alla sua soppressione (1816). Dopo la pubblicazione del pamphlet Teutschland und die Revolution ("La Germania e la Rivoluzione") nel 1819 fu costretto a fuggire a Strasburgo e poi in Svizzera, dove visse in povertà per molti anni. Nel 1824 ritornò formalmente alla fede cattolica. Nel 1827, su richiesta di Luigi I di Baviera, divenne professore di storia all'Università di Monaco di Baviera, dove formò un circolo di intellettuali cattolici liberali. Fu portavoce cattolico e vigoroso in molte controversie; per esempio, "Athanasius" (Atanasio, affari di Colonia nella traduzione in lingua italiana) è uno scritto di protesta contro l'arresto dell'arcivescovo di Colonia Clemens August Droste zu Vischering, ordinato dalle autorità prussiane durante la controversia fra Chiesa cattolica e Stato (Kirchenstreit) del 1837. nel periodo 1836-42 scrisse la monumentale "Christliche Mystik" ("Misticismo cristiano") in 4 volumi.
Nel 1876 in suo onore fu fondata la Görres-Gesellschaft (Società di Görres), destinata a promuovere in Germania la ricerca e l'approfondimento degli studi sul Cattolicesimo.

## Opere
- Der allgemeine Frieden, ein politisches Ideal (La pace universale, ideale politico), 1798
- Aphorismen über Kunst (Aforismi sull'arte), 1802
- Aphorismen über die Organonomie (Aforismi sull'Organonomia), 1803
- Über den Fall Teutschlands und die Bedingungen seiner Wiedergeburt (Sulla caduta della Germania e sulle condizioni della sua rinascita), 1810
- Mythengeschichten der asiatischen Welt (Storia dei miti del mondo asiatico), 1810
- Lohengrin, ein altteutsches Gedicht (Lohengrin, una poesia altotedesca), 1813
- Rheinischer Merkur (Il Mercurio renano, giornale), 1814–1816
- Deutschland und die Revolution (La Germania e la Rivoluzione), 1819
- Beantwortung der in den jetzigen Zeiten für jeden Teutschen besonders wichtigen Frage: Was haben wir zu erwarten? (Risposta alla domanda che nei tempi presenti ogni tedesco ritiene particolarmente importante: Cosa ci dobbiamo aspettare?), 1814
- Europa und die Revolution (L'Europa e la Rivoluzione), 1821
- Athanasius, 1838
- Die Christliche Mystik (La mistica cristiana), 1836–1842
- Der Dom von Köln und das Münster von Strasburg (Il duomo di Colonia e la cattedrale di Strasburgo), 1842
- Historisch-politische Blätter für das katholische Deutschland (Fogli storico-politici per la Germania cattolica)
- Aspecten an der Zeitwende – Zum neuen Jahre 1848 (Attesa a una svolta dei tempi, Sul nuovo anno 1848), 1848
- Der heilige Franziskus von Assisi: ein Trobadour

### Traduzioni in italiano
- Atanasio, affari di Colonia. Lugano: Tip. Veladini, 1839
- La Beata Giovanna Rodriguez, gentildonna spagnuola, volta dall'alemanno in francese da Carlo Sainte Foi. Napoli : Stab. Tip. Andrea e Salvatore Festa, 1896
- La mistica divina. Opera tradotta dall'alemanno in francese dal signor Carlo Sainte-Foi, prima versione italiana a spese degli editori L.G. e S.P. Napoli : V. Manfredi, 1896
- La sacra storia, a cura di Giampiero Moretti, presentazione di Carlo Sini. Milano : Spirali, 1986
- Sistema sessuale di ontologia, a cura di Giampiero Moretti. Roma : Cadmo, 1984